# オヤビッチャ
オヤビッチャ （親美姫、学名：Abudefduf vaigiensis） は、スズキ目スズメダイ科に属する魚の一種。

## 分布
英名Indo-pacific sergeant(インドパシフィック サージェント、サージェントは下士官、軍曹に匹敵する地位の軍人の意味、転じてオヤビッチャ属を指す英名)と呼ばれるように、インドー中央太平洋域に広く分布する。日本においては北海道南部以南の日本各地に分布する。タイプ産地はインドネシアのワイゲオ。

## 形態
全長20cm。背鰭は13棘12～14棘条(13が多い)、体側に5本の黒い横帯が入るのが特徴である。5本ある黒色横帯のうち、4番目の横帯については縁が背鰭の第1～第3軟条(まれに第4軟条)にかかる。側線上方横列鱗数は通常5。尾柄部には点はない。
地色は灰色だが、背中は黄色を帯びる。地色は求愛期に青くなる。また、体の後ろ半分が黒い変異個体も知られている。

## 近縁種
オヤビッチャの近縁種としては何種かが知られている。1939年に石垣島の個体をタイプ標本として記載されたシリテンスズメダイAbudefduf caudobimaculatusは長いことオヤビッチャの同物異名とされていたが、2017年にWibowoらにより再度有効種とされた。尾柄部に二つの点があること、第4黒色横帯の縁が背鰭第3-7軟条にかかること、背鰭軟条数は11～13であること、側線上方横列鱗数は通常4、であることなどによりオヤビッチャと区別できる。石垣島やそのほかの琉球列島からだけでなく、インドネシアのセリブ諸島からも記録されていることから、西太平洋に広く分布すると考えられる。
また2018年には台湾からAbudefduf nigrimargoも新種記載されている。この種は体側の横帯のうち第2・第3横帯の上端は背鰭基部の鰭膜にまで達しないことや、第4暗色横帯は背鰭第6軟条の直下にあり、背鰭の被鱗域にまで達しないことなどで見分けることができる。その後日本からも報告され、アミメオヤビッチャの標準和名がついた。
海外ではこのほかオヤビッチャに似たスズメダイ科魚類としてAbudefduf saxatilis(大西洋産)やAbudefduf troschelii(東太平洋沿岸)が知られている。

## 生態

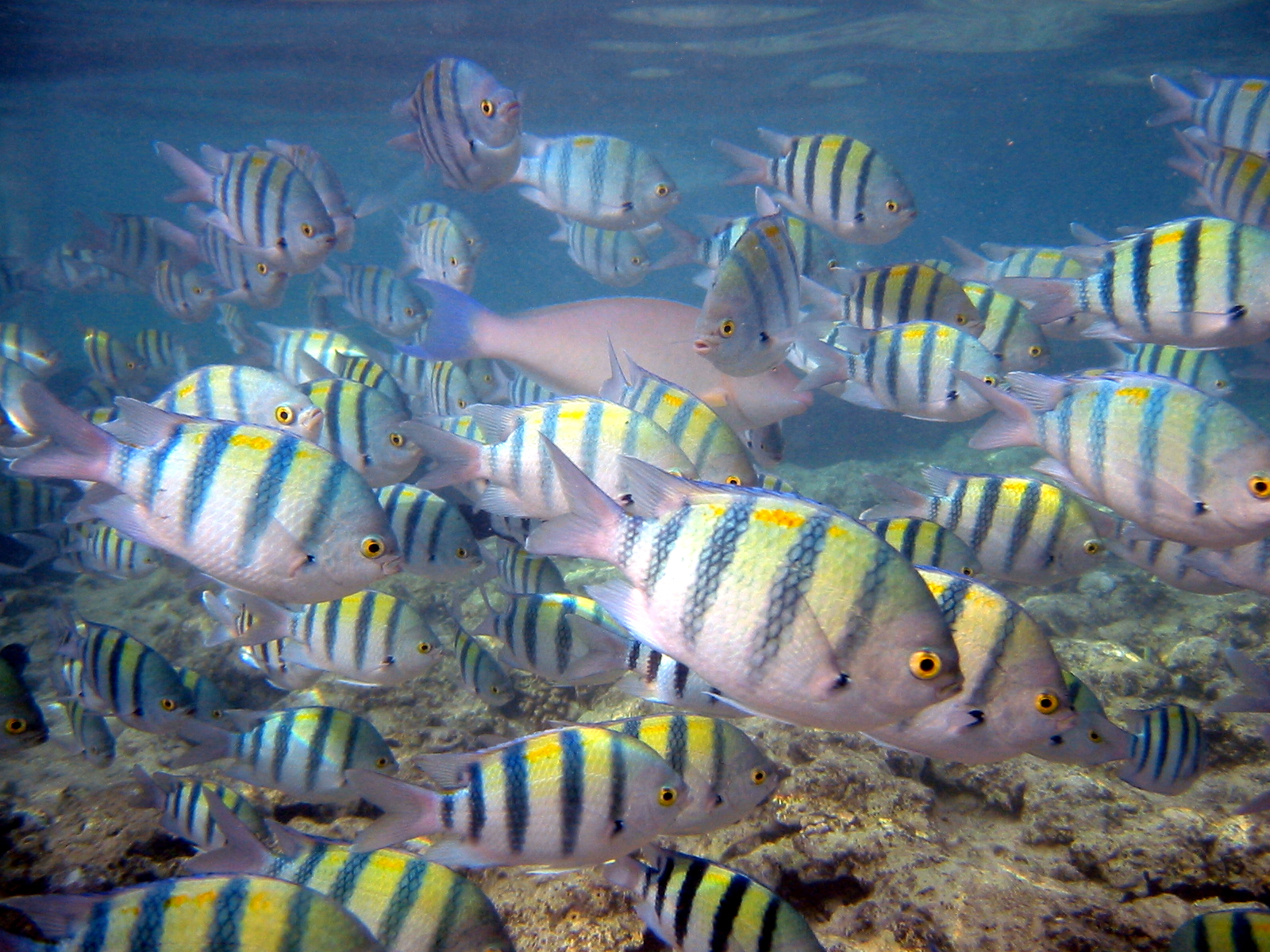
オヤビッチャの群れ

水深15m以浅いサンゴ礁域に生息する。卵は紫色で雄は卵の世話をする。3cm以下の個体は流れ藻について生活するほか、タイドプールでもよく見られる。成魚は大きな群れで見られる。

## 利用
オヤビッチャは食用魚であり、煮つけ、塩焼き、唐揚げなどにして食べられる。美味である。また観賞魚としても飼育される。しかしながら性格はややきつい 。

## 名称
オヤビッチャの語源は諸説ある。
- 「ビッチャ」は東北地方などで赤ん坊という意味で、親になっても赤ん坊のように小さい魚の意という説。
- 沖縄方言の綾が走ると言う意味の「アヤビッチ」から来ているという説。

### 別名
オヤビッチャの主な地方名としては以下のものがある。
アブラウオ(高知県須崎) アヤビキ(奄美・古仁屋) シマヤハギ(田辺) セセラ(和歌山県和深) タネラー(沖縄) ビングシ (柏島) マツウオ(和歌山県和深)